# M. W.

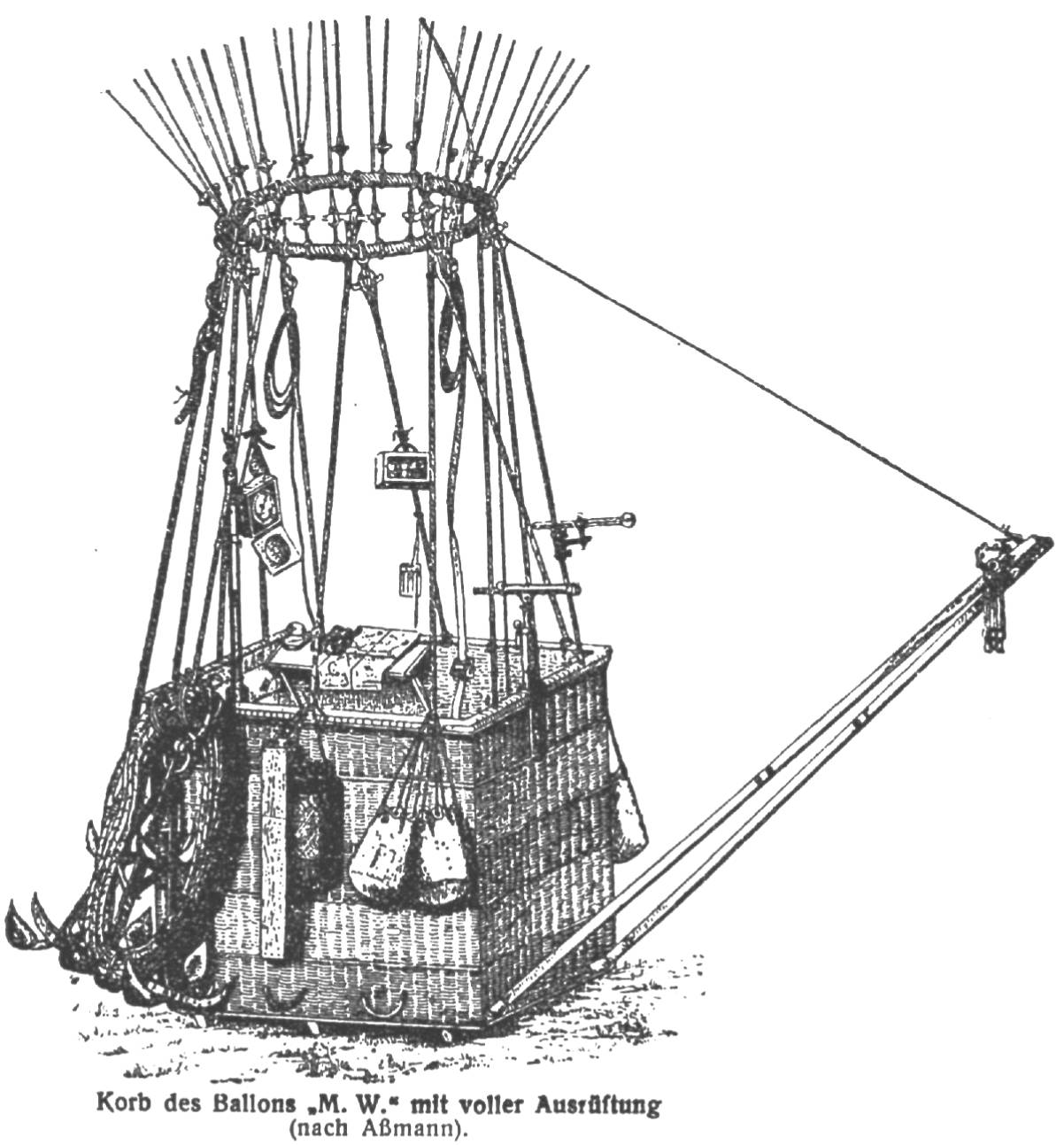
Ballonkorb des M. W.: rechts am Ausleger das Psychrometer

M. W. (kurz für „Machen wir!“) ist der Name eines Ballons des Deutschen Vereins zur Förderung der Luftschifffahrt, mit dem 1891 fünf vorbereitende Fahrten im Rahmen der Berliner wissenschaftlichen Luftfahrten zur Erforschung der freien Atmosphäre durchgeführt wurden.

## Der Ballon
Die Berliner Meteorologen Wilhelm von Bezold und Richard Aßmann hatten am Ende der 1880er Jahre erkannt, dass man, um das Wettergeschehen tiefgreifend verstehen zu können, physikalische Größen wie die Temperatur, den Druck und die Luftfeuchtigkeit nicht nur am Boden, sondern auch in der freien Atmosphäre messen musste. In seiner Festrede zum Thema Die Bedeutung der Luftschifffahrt für die Meteorologie hatte von Bezold am 2. Juni 1888 vor dem Deutschen Verein zur Förderung der Luftschifffahrt die Idee eines großzügig angelegten Forschungsprogramms skizziert. Aßmann, seit 1889 Vorsitzender des Vereins, wurde zum Organisator der Berliner wissenschaftlichen Luftfahrten. Es mangelte aber zunächst an finanziellen Mitteln zur Anschaffung eines geeigneten Ballons. Aßmann bemühte sich, private Mittel von prominenten Vereinsmitgliedern einzuwerben, wo staatliche Unterstützung noch fehlte.
1891 stellte der Geschäftsführer der Berliner Börsen-Zeitung, Kurt Killisch-Horn (1856–1915), dem Verein einen Ballon für die Durchführung von Vereinsfahrten zur Verfügung. Der Name M. W. war eine im Berlin dieser Zeit populäre, scherzhafte Abkürzung von „Machen wir!“. Der Ballon war nach Plänen des Premierleutnants der Berliner Luftschifferabteilung und späteren Konstrukteurs von Militärluftschiffen des Typs Groß-Basenach, Hans Groß, gefertigt worden und besaß ein Fassungsvermögen von 1180 m³. Beim Entwurf des Korbs wurden die besonderen Anforderungen der Meteorologen berücksichtigt. Er erhielt z. B. einen Ausleger, damit die Temperatur außerhalb des Korbs gemessen werden konnte, also ungestört durch die Körperwärme der Passagiere oder den von der Sonnenstrahlung aufgeheizten Korb. Zum Ablesen konnte der Ausleger kurzzeitig herangezogen werden.

## Luftfahrten
Neben privaten Fahrten des Eigentümers wurden mit dem Ballon M. W. zwischen Januar und November 1891 fünf wissenschaftliche Luftfahrten unternommen. Startplatz war jeweils ein von Werner von Siemens zur Verfügung gestelltes Gelände neben der Charlottenburger Gasanstalt. Da der Ballon relativ schwer war, konnten keine großen Höhen erreicht werden. Die Beobachtungsergebnisse waren deshalb im Vergleich zu späteren Fahrten mit den Ballons Humboldt und Phönix noch relativ bescheiden. Aßmann bezeichnete die Fahrten mit dem M. W. später als vorbereitende Fahrten, da sie vor allem dazu dienten, die Beobachtungsmethodik zu verfeinern und Erfahrungen mit den Instrumenten zu sammeln, insbesondere mit dem von ihm in Zusammenarbeit mit Hans Bartsch von Sigsfeld gerade entwickelten Aspirationspsychrometer.
Am dritten Aufstieg war als Observator erstmals Arthur Berson beteiligt, der sich in den Folgejahren zum wichtigsten Akteur der Berliner wissenschaftlichen Luftfahrten entwickelte. Am vierten Aufstieg nahm der Direktor des Blue-Hill-Observatoriums, der US-Amerikaner Abbott Lawrence Rotch, teil, der ab 1894 die Sondierung der Atmosphäre mit Wetterdrachen in der Aerologie etablierte.
Nach der fünften Fahrt waren die Schäden am Ballon so groß, dass er nicht mehr zu verwenden war. Erst mit dem Bau des Ballons Humboldt konnten die eigentlichen wissenschaftlichen Luftfahrten 1893 aufgenommen werden.
| Datum        | Fahrtdauer (h:min) | Fahrtlänge (km) | Maximale Höhe (m) | Teilnehmer                | Landeort               |
| ------------ | ------------------ | --------------- | ----------------- | ------------------------- | ---------------------- |
| 30. Januar   | 3:03               | 139             | 1330              | Groß, Aßmann, Killisch    | Schönwalde, Vorpommern |
| 13. März     | 4:17               | 054             | 1805              | Groß, Aßmann              | Fehrbellin             |
| 08. August   | 2:46               | 089             | 1720              | Gurlitt, Berson, Killisch | Bärwalde, Neumark      |
| 24. Oktober  | 3:05               | 034             | 1240              | Groß, Berson, Rotch       | Schmachtenhagen        |
| 27. November | 3:14               | 090             | 1870              | Groß, Berson, Killisch    | Königsberg, Neumark    |